# Atletismo nos Jogos Pan-Americanos de 1995 - 200 m feminino
As provas dos 200 m feminino nos Jogos Pan-Americanos de 1995 foram realizadas em 21 e 22 de março no Estádio Atlético "Justo Roman".

## Medalhistas
| Ouro                   | Prata                      | Bronze                          |
| Liliana Allen CUB Cuba | Dahlia Duhaney JAM Jamaica | Omegia Keeys USA Estados Unidos |

## Resultados

### Eliminatórias
Vento:
Eliminatória 1: +0.9 m/s, Eliminatória 2: +1.0 m/s, Eliminatória 3: +2.0 m/s
| Posição | Eliminatória | Nome                | Nacionalidade         | Tempo | Notas |
| ------- | ------------ | ------------------- | --------------------- | ----- | ----- |
| 1       | 1            | Liliana Allen       | CUB Cuba              | 22.99 | Q     |
| 2       | 1            | Eldece Clarke       | BAH Bahamas           | 23.35 | Q     |
| 3       | 1            | Richelle Webb       | USA Estados Unidos    | 23.59 |       |
| 1       | 2            | Dahlia Duhaney      | JAM Jamaica           | 23.10 | Q     |
| 2       | 2            | Omegia Keeys        | USA Estados Unidos    | 23.23 | Q     |
| 3       | 2            | Felipa Palacios     | COL Colômbia          | 23.35 | q     |
| 1       | 3            | Julia Duporty       | CUB Cuba              | 23.27 | Q     |
| 2       | 3            | Hydie Harper        | TRI Trinidad e Tobago | 23.54 | Q     |
| 3       | 3            | Kátia Regina Santos | BRA Brasil            | 24.08 |       |

### Final
| Posição           | Nome            | Nacionalidade         | Tempo | Notas |
| ----------------- | --------------- | --------------------- | ----- | ----- |
| Medalha de ouro   | Liliana Allen   | CUB Cuba              | 22.73 |       |
| Medalha de prata  | Dahlia Duhaney  | JAM Jamaica           | 23.03 |       |
| Medalha de bronze | Omegia Keeys    | USA Estados Unidos    | 23.24 |       |
| 4                 | Julia Duporty   | CUB Cuba              | 23.44 |       |
| 5                 | Eldece Clarke   | BAH Bahamas           | 23.45 |       |
| 6                 | Felipa Palacios | COL Colômbia          | 23.46 |       |
| 7                 | Heather Samuel  | ANT Antígua e Barbuda | 23.67 |       |
| 8                 | Hydie Harper    | TRI Trinidad e Tobago | 23.78 |       |